# Claude Maki
Claude Maki (真木蔵人, Maki Kuroudo) est un acteur, champion de surf et chanteur de hip-hop japonais, né le 3 octobre 1972 à Tokyo.

## Biographie
Claude Maki est le fils de Mike Maki (ja), un célèbre acteur, chanteur et mannequin japonais, et de Beverly Maeda (ja), actrice japonaise de père américain.
Il est d'abord connu pour ses performances sportives lors de championnats de surf.
Il commence sa carrière d'acteur en jouant Harunobu, un seigneur de guerre dans la série télévisée Takeda Shingen sur la chaîne de télévision NHK. Puis après son premier rôle au cinéma dans Soul Music Lovers Only, il obtient le prix du meilleur jeune acteur aux Japanese Academy Awards pour sa prestation dans A un.
En 1991, il tourne sous la direction de Takeshi Kitano dans A Scene at the Sea, où il interprète Shigeru, jeune éboueur sourd passionné de surf. Kitano le fait à nouveau tourner en 2000 dans Aniki, mon frère.
Parallèlement à sa carrière d'acteur, il est aussi chanteur de hip-hop, propriétaire d'une marque de vêtements et pratique toujours le surf.

## Filmographie partielle
- 1989 : Les Copains d'abord (あ・うん, A un?) de Yasuo Furuhata : Yoshihiko Ishikawa
- 1991 : A scene at the sea (あの夏、いちばん静かな海, Ano natsu ichiban shizukana umi?) de Takeshi Kitano
- 1997 : Kizu darake no tenshi (傷だらけの天使?) de Junji Sakamoto
- 1998 : Orokamono: Kizu darake no tenshi (愚か者 傷だらけの天使?) de Junji Sakamoto
- 1998 :  Beat de Amon Miyamoto
- 2000 : Aniki, mon frère (ブラザー, Burozā?, Brother) de Takeshi Kitano
- 2002 : Bokunchi (ぼくんち?) de Junji Sakamoto
- 2004 : Konoyo no sotoe: Kurabu shinchūgun (この世の外へ クラブ進駐軍?) de Junji Sakamoto
- 2005 : Aegis (亡国のイージス, Bōkoku no iijisu?) de Junji Sakamoto
- 2006 : Bakku dansāzu! (バックダンサーズ!?) de Kōzō Nagayama
- 2007 : Yakuza : L'Ordre du dragon (龍が如く 劇場版, Ryū ga Gotoku Gekijōban?) de Takashi Miike
- 2007 : Detective Story (探偵物語, Tantei monogatari?) de Takashi Miike
- 2010 : Utau hittoman! (歌う!ヒットマン?) de Takashi Takahata
- 2011 : Hādo roman chikkā (ハードロマンチッカー?) de Su-yeon Gu
- 2012 : Kirin (キリン?) de Gitan Ōtsuru

## Distinctions
- Japan Academy Prize 1990 : Prix du meilleur jeune acteur pour A un
- Festival du film de Yokohama 1999 : Meilleur acteur pour The Goofball